# Gazogenerator (czadnica)

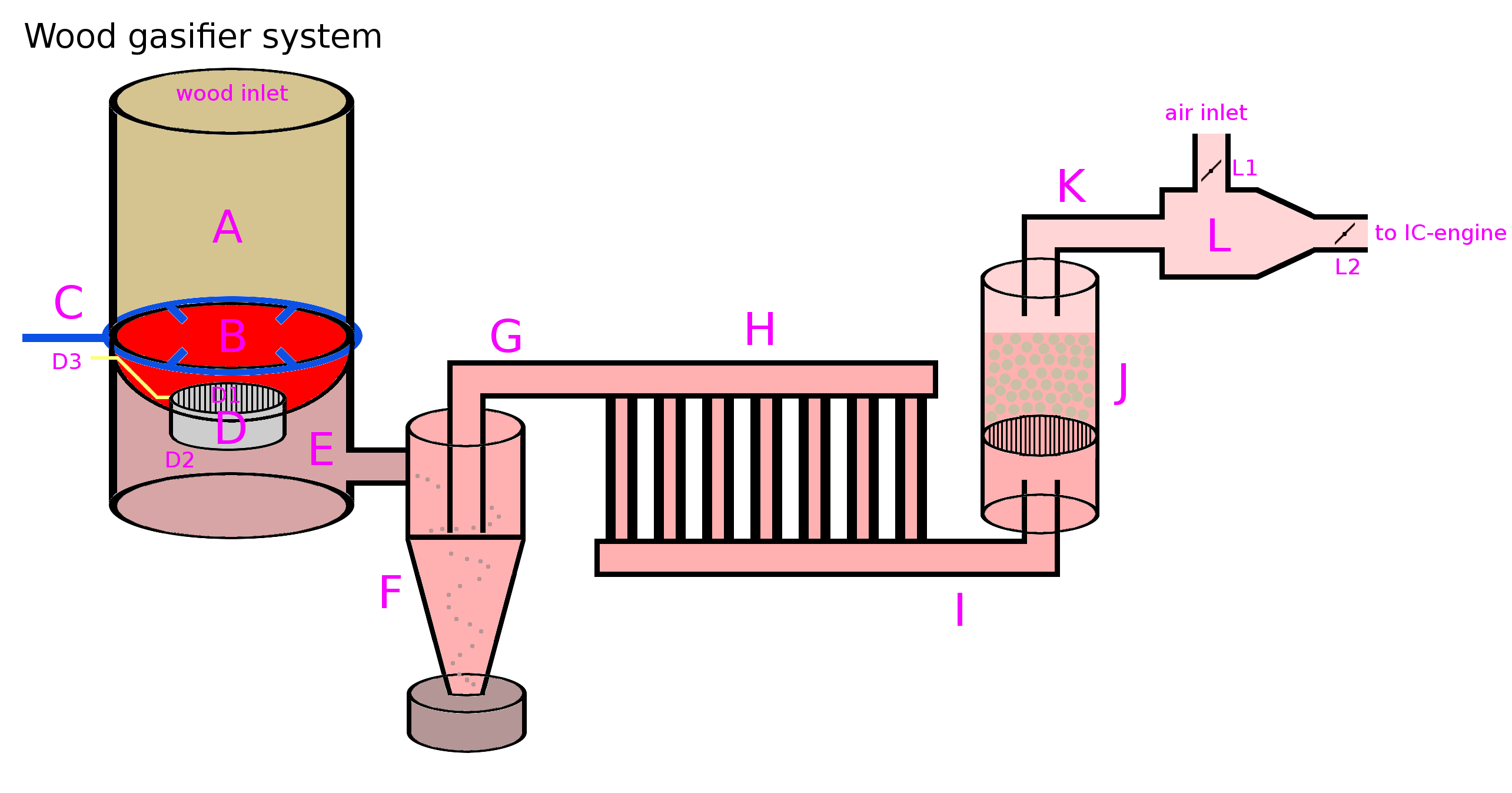
Schemat działania gazogeneratora gazu drzewnego

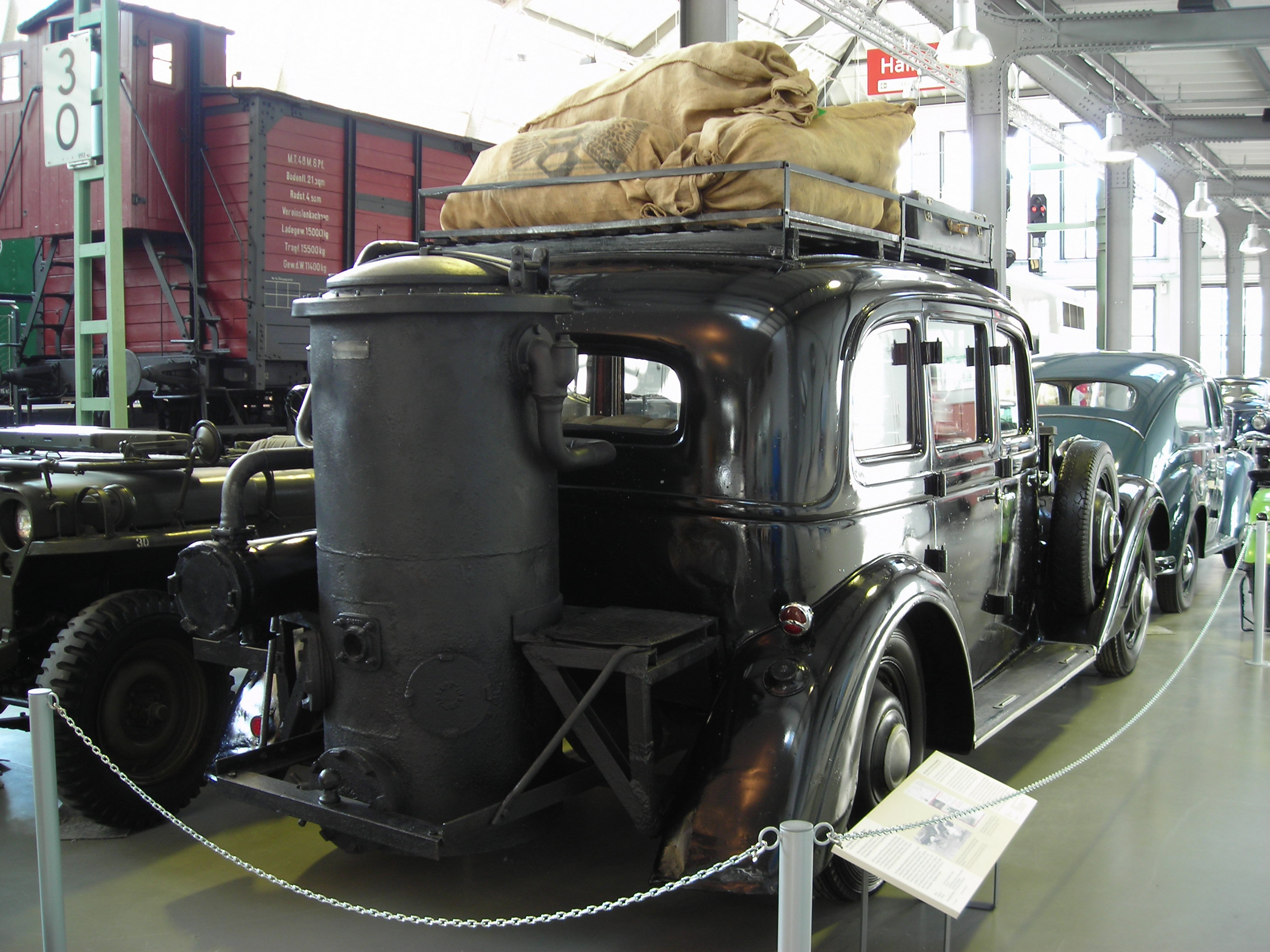
Adler Diplomat 3 GS na gazogenerator (1941)

Gazogenerator (czadnica, zgazowarka, generator gazu drzewnego) – urządzenie służące do produkcji gazu generatorowego (drzewnego) w procesie zgazowania.
Typowa instalacja do produkcji gazu generatorowego do zasilania silników spalinowych składa się z czterech elementów: gazogeneratora, odpylacza, chłodnicy i filtra wtórnego. Od góry gazogeneratora ładowane było paliwo (drewno, węgiel kamienny, węgiel brunatny pod postacią brykietów, węgiel drzewny, niekiedy nawet torf) do leja zasypowego (zamykanego szczelnym wiekiem z uszczelnieniem). Wewnątrz gazogeneratora następowało jego zgazowanie.
Gorący i zanieczyszczony gaz opuszczający gazogenerator trafia do odpylacza (np. osadnika czy odpylacza cyklonowego) w celu usunięcia cząstek stałych, a następnie do chłodnicy. W chłodnicy następuje obniżenie temperatury gazu i skroplenie pary wodnej oraz substancji smolistych. Kolejnym etapem przygotowania gazu jest jego przejście przez filtr wtórny (powierzchniowy), w którym następuje oddzielenie pozostałych zanieczyszczeń. Oczyszczony gaz jest mieszany z powietrzem i zasysany przez silnik.
Zgazowarki produkujące gaz generatorowy na potrzeby bezpośredniego spalania np. w kotle nie muszą być wyposażone w systemy do oczyszczania gazu, jako że jest niewielkie ryzyko uszkodzenia palników kotła przez zanieczyszczenia znajdujące się w gazie.
Opracowane zostały generatory samochodowe do produkcji gazu z pelletów.